# クラッシュ・バンディクー アドバンス
『クラッシュ・バンディクー アドバンス』（Crash Bandicoot Advance）は、 コナミ（現・コナミデジタルエンタテインメント）が2002年7月18日に発売したアクションゲーム。

## 概要
クラッシュ・バンディクーシリーズ初となる携帯ゲーム機用の作品。プレイステーション系列以外のゲーム機で発売されたのも本作が初めてである。
過去作品のコンパクト版といった内容で、ワープルームやステージおよび「パワーストーン」などの基本概念はほぼそのままである。ただし、これまでの作品は画面の奥に向かって進む“奥スクロール”を主軸としていたが、本作はほとんどが画面の左から右へ向かって進む横スクロールステージで構成されている。数は少ないが奥スクロールも存在する。

## ストーリー
悪の科学者・コルテックスは新たに開発した最強兵器「わくせいミニミニマシーン」はあらゆるもの持つ最強の兵器を完成させてしまう力をもっていた。そしてついにコルテックスは「わくせいミニミニマシーン」を使い地球をあめ玉のように小さくしてしまう。地球を元に戻すには、各地に散らばる「パワーストーン」を集めるしかない。地球の未来をかけてクラッシュは再び世界を巡る冒険に出かける。

## キャラクター
クラッシュ・バンディクー
しなやかなボディーは健在。
ココ・バンディクー
今回は冒険はクラッシュに任せて、サポート側に徹している。
アクアク
アドバンスでもクラッシュの守り神として活躍。
ネオ・コルテックス
地球を小さくした事で、しばし優越感に浸るコルテックス。
ウカウカ
出番はオープニングとボス戦勝利後のムービーのみ。
ディンゴダイル
最初のボスとして登場。
エヌ・ジン
2番目のボスとして登場。
タイニータイガー
3番目のボスとして登場。

## ステージ
1「ジャングル ビート」
最初のステージだけに、それほど難しくはない。
2「ダイバー クラッシュ」
海底ステージ。
3「みつりんの こだいいせき」
ジャングルから遺跡内へ突入。
4「つるつる すべるぞ!」
氷の洞窟。
5「ちかどうの ドブねずみ」
地下道ステージ。
ボス「すきを ねらえ!」
水中で、バリアをまとったディンゴダイルと対決。BGMはエヌ・ジン戦と同じ。
6「こおりの どうくつ」
青ダイヤコースに入るには、グリンの頭を踏み台にしなければならない。
7「くうちゅう だいけっせん」
ジェットパックで大空の戦い。
8「くさいぞ!げすいどう」
金網アクション登場。
9「ジョーズに よけろ!」
ジョーズと上手をかけている。
10「なぞの はいきょ」
縦・横・斜めと、足場があらゆる方向に動く。
ボス「はっしゃこうを ねらえ!」
空中で、エヌ・ジンの操縦するメカと対決。BGMはタイニー戦と同じ。
11「しろくまに きをつけろ!」
パパぐまの小形バージョンが登場。
12「ぎんがの アスレチック」
スペースバイクに乗れる唯一のステージ。
13「かいてい たんさ」
スタートから戻ってすぐの所にダイヤがある。
14「きょうふの ちかていこく」
だんだん下へ降りていく構造。
15「ひこうせんを やっつけろ!」
夜の大空が舞台。
ボス「とにかく にげろ!」
滝から突き出た足場の上で、タイニータイガーと対決。BGMはディンゴダイル戦と同じ。ボス戦では、ディンゴ、エヌ・ジン、タイニーのBGMがあべこべになっている。
16「うちゅうの ひみつきち」
多足ロボットISGN登場。
17「ビリビリ でんきナマズ」
実際のところは電気ウナギらしい。
18「ばくだん ひこうたい」
敵の飛行機がかなり変則的な動きをする。
19「ドクガエルだ ピョン」
毒を持つ不気味なカエルが多数登場。
20「タイミング しょうぶ」
ここではタイミングが少しでもズレると命取りになる。
ボス「ねらいを はずせ!」
コルテックスとの最終決戦。達成率が100%の場合、コルテックス戦後、自動的にコルテックスと3人部下が合体した「メガミックス」から逃げるステージが開始される。
だっしゅつせよ
全ダイヤとゴールドトロフィー入手後、再びコルテックスを倒す事で現れるラストステージ。